# Nikolai Kulikowski

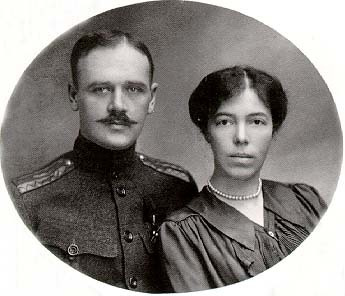
Nikolai Kulikowski mit Ehefrau Olga

Nikolai Alexandrowitsch Kulikowski (russisch Николай Александрович Куликовский; * 11. November 1882 in Jewstratowka, Russisches Kaiserreich; † 11. August 1958 in Cooksville bei Toronto, Ontario) war ein Schwager des russischen Zaren Nikolaus II.

## Leben
Kulikowski war ein Sohn des Alexander Nikanorowitsch Kulikowski und der Eudoxia Nikolajewna Charina. Er diente als Oberst der kaiserlichen Armee im Ersten Weltkrieg und hatte bereits 1903 Olga Alexandrowna Romanowa, die jüngste Schwester von Zar Nikolaus II. von Russland, kennengelernt, deren unglückliche erste Ehe 1916 annulliert wurde. So konnten beide am 1. November 1916 in Kiew die nicht standesgemäße Ehe eingehen. Olga verzichtete damit auf den Rang einer Großfürstin. Zar Nikolaus ernannte Kulikowski allerdings zum Grafen Kulikowski-Romanow.
Nach der Oktoberrevolution floh er mit seiner Frau aus Russland nach Dänemark, das Heimatland seiner Schwiegermutter. 1948 wanderte das Paar nach Kanada aus. Aus der Ehe mit Olga gingen zwei Söhne hervor:
- Tihon (1917–1993) und
- Guri (1919–1984)